# Вольная борьба на летних Олимпийских играх 1936 — свыше 87 кг
Соревнования по вольной борьбе в рамках Олимпийских игр 1936 года в тяжёлом весе (свыше 87 килограммов) прошли в Берлине с 2 по 5 августа 1936 года в «Германском Зале». 
Турнир проводился по системе с начислением штрафных баллов. За чистую победу штрафные баллы не начислялись, за победу по очкам борец получал один штрафной балл, за поражение по очкам со счётом 2-1 два штрафных балла, за поражение со счётом 3-0 или чистое поражение — три штрафных балла. Борец, набравший пять штрафных баллов, из турнира выбывал. Тот круг, в котором число оставшихся борцов становилось меньше или равно количеству призовых мест, объявлялся финальным, и борцы, вышедшие в финал, проводили встречи между собой. В случае, если они уже встречались в предварительных встречах, такие результаты зачитывались. Схватка по регламенту турнира продолжалась 15 минут.
В тяжёлом весе боролись 11 участников и налицо было довольно серьёзное представительство. Выступали чемпион Европы 1933 года Вилли Бюрке, вице-чемпион 1933 года Леон Шарли, вице-чемпион Европы 1934 года Йозеф Клапух, бронзовый призёр чемпионата Европы 1934 года по вольной и серебряный 1935 года по греко-римской борьбе Ялмар Нюстрём. Однако безоговорочную победу одержал эстонец Кристиан Палусалу, к тому времени пятикратный чемпион Эстонии по вольной и четырёхкратный по греко-римской борьбе, но почти неизвестный на мировой арене (в его активе было лишь четвёртое место чемпионата Европы 1933 года, и это было единственным его выступлением в международных соревнованиях). Через несколько дней Палусалу выиграл и турнир по греко-римской борьбе, став единственным борцом тяжёлого веса, который сумел завоевать золотые медали в обоих видах на одних играх. В финальной встрече Палусалу победил Нюстрёма, а Йозеф Клапух, ещё один финалист, пропустил финал, поскольку его потенциальный соперник снялся с соревнований. При этом интересно то, что снявшемуся до финала шведу Нильсу Окерлинду, учитывая результат встречи Палусалу и Нюстрёма, для бронзовой медали было достаточно просто выйти на ковёр и проиграть с любым счётом или отказаться от продолжения встречи сразу после её начала.     

## Призовые места
- Кристиан Палусалу
- Йозеф Клапух
- Ялмар Нюстрём

## Первый круг
| Штрафных баллов | Участник 1        | Результат    | Участник 2   | Штрафных баллов |
| --------------- | ----------------- | ------------ | ------------ | --------------- |
| 0               | Кристиан Палусалу | Туше (10:50) | Йозеф Клапух | 3               |
| 1               | Мехмет Чобан      | 3-0          | Леон Шарли   | 3               |
| 1               | Вилли Бюрки       | 2-1          | Георг Геринг | 2               |
| 0               | Нильс Окерлинд    | Туше (13:30) | Рой Данн     | 3               |
| 0               | Ялмар Нюстрём     | Туше (10:11) | Джордж Чига  | 3               |
| 0               | Робер Эрлан       | Пропускал    |              |                 |

## Второй круг
| Штрафных баллов | Участник 1        | Результат   | Участник 2    | Штрафных баллов |
| --------------- | ----------------- | ----------- | ------------- | --------------- |
| 0               | Кристиан Палусалу | Туше (6:45) | Робер Эрлан   | 3               |
| 3               | Йозеф Клапух      | Туше (7:40) | Леон Шарли    | 6               |
| 2               | Георг Геринг      | Туше (3:03) | Мехмет Чобан  | 4               |
| 1               | Вилли Бюрки       | Туше (0:49) | Рой Данн      | 6               |
| 1               | Нильс Окерлинд    | 2-1         | Ялмар Нюстрём | 2               |
| 3               | Джордж Чига       | Пропускал   |               |                 |

## Третий круг
| Штрафных баллов | Участник 1        | Результат   | Участник 2   | Штрафных баллов |
| --------------- | ----------------- | ----------- | ------------ | --------------- |
| 3               | Робер Эрлан       | Туше (3:45) | Джордж Чига  | 6               |
| 1               | Кристиан Палусалу | 3-0         | Мехмет Чобан | 7               |
| 4               | Йозеф Клапух      | 3-0         | Георг Геринг | 5               |
| 1               | Нильс Окерлинд    | Туше (9:49) | Вилли Бюрки  | 4               |
| 2               | Ялмар Нюстрём     | Пропускал   |              |                 |

## Четвёртый круг
| Штрафных баллов | Участник 1        | Результат    | Участник 2       | Штрафных баллов |
| --------------- | ----------------- | ------------ | ---------------- | --------------- |
| 4               | Ялмар Нюстрём     | Туше (11:05) | Робер Эрлан      | 6               |
| 1               | Кристиан Палусалу | Туше (6:15)  | Вилли Бюрки      | 7               |
| 4               | Йозеф Клапух      | Туше (2:02)  | Нильс Окерлинд ¹ | 4               |

¹ Снялся с соревнований.

## Финал
| Штрафных баллов | Участник 1        | Результат | Участник 2     | Штрафных баллов |
| --------------- | ----------------- | --------- | -------------- | --------------- |
| 2               | Кристиан Палусалу | 3-0       | Ялмар Нюстрём  | 7               |
| 4               | Йозеф Клапух      | Неявка    | Нильс Окерлинд | 7               |